# He Xiangning
He Xiangning —en xinès 何香凝; en pinyin: Hé Xiāngníng; en Wade-Giles Ho Hsiang-ning— (Hong Kong, 27 de juny de 1878 - 1 de setembre de 1972) va ser una revolucionària, feminista, política, pintora i poeta xinesa. Juntament amb el seu marit Liao Zhongkai, va ser una de les primeres membres del moviment revolucionari de Sun Yat-sen Tongmenghui. Com a ministra d'Assumptes de la Dona en el govern nacionalista de Sun a Canton, va defensar la igualtat de drets per a les dones i va organitzar la primera manifestació de la Xina per al Dia Internacional de les Dones el 1924. Després de l'assassinat del seu marit el 1925 i la persecució per Chiang Kai-shek dels comunistes el 1927, es va mantenir allunyada de la política de partits durant dues dècades, però va treballar activament per organitzar la resistència contra la invasió japonesa de la Xina.
El 1948 va cofundar el Comitè Revolucionari del Kuomintang de la Xina. Va ocupar diversos alts càrrecs després de la fundació de la República Popular de la Xina, com el de vicepresidenta de la Conferència Consultiva Política del Poble Xinès (1954-1964), vicepresidenta de l'Assemblea Popular Nacional (1959-1972), presidenta del Comitè Revolucionari del Kuomintang de la Xina (1960-1972) i presidenta d'honor de la Federació Nacional de Dones de la Xina.
He Xiangning va ser una reconeguda pintora de l'Escola Lingnan d'Art Xinès i va exercir de presidenta de l'Associació d'Artistes de la Xina en la dècada de 1960. El 1997 es va inaugurar el Museu d'Art He Xiangning a Shenzhen, i les seves pintures han aparegut en segells xinesos.

## Joventut
He Xiangning va néixer el 27 de juny de 1878 com a He Jian (何諫, o també He Ruijian 何瑞諫), en el si d'una família benestant de Hong Kong. El seu pare, He Binghuan, originari de Nanhai, a la província de Guangdong, va emprendre un reeixit comerç de te i va invertir en béns immobles. He Xiangning va convèncer el seu pare per estudiar amb els seus germans, i va ser una estudiant aplicada des de molt jove.
Feminista convençuda des de jove, He Xiangning es va resistir ferotgement a l'ordre del seu pare d'embenar-se els peus seguint el costum xinès. A causa dels seus "peus grans", l'octubre de 1897 es va haver de casar amb Liao Zhongkai, un xinès nascut als Estats Units que no volia una dona amb els peus embenats. Tot i ser un matrimoni concertat, He i Liao compartien el seu amor pel coneixement i l'art, i la passió per salvar la Xina. Va ajudar econòmicament el seu marit per estudiar al Japó, utilitzant els seus estalvis personals i venent les seves joies per recaptar 3.000 dòlars de plata. Liao va anar al Japó el novembre de 1902, i ella el va seguir dos mesos més tard. He va estudiar a l'escola de preparació per a l'Escola Normal de Dones de Tòquio.

## Revolució

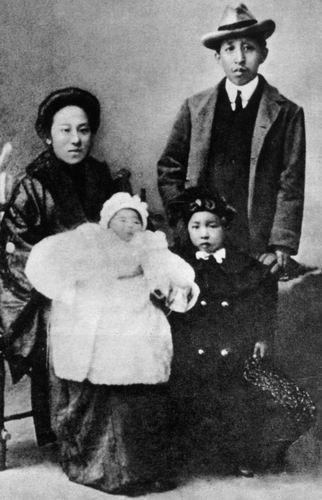
He Xiangning amb Liao Zhongkai i els seus nens

A Tòquio He i Liao van conèixer el revolucionari xinès Sun Yat-sen el 1903. Es van convertir en dos dels primers membres del moviment revolucionari anti-Qing de Sun Tongmenghui, i Huang Xing els va ensenyar a utilitzar armes en preparació per a la revolució. Va llogar una casa per a les operacions secretes de Tongmenghui.
Després de retornar a Hong Kong per donar a llum la seva filla Liao Mengxing, va deixar la noia amb la seva família, i va tornar a Tòquio. Va estudiar a l'Escola d'Art de Dones de Tòquio amb l'artista imperial Tanaka, i va col·laborar en la tasca de propaganda de Tongmenghui, incloent-hi el disseny i cosit d'emblemes i banderes revolucionàries. El 1908 va donar a llum al seu fill Liao Chengzhi.
Ella i Liao Zhongkai van tornar a Hong Kong el 1911, l'any de la Revolució Xinhai. Es va reunir amb Soong Ching-ling, futura esposa de Sun Yat-sen, el 1913. Van seguir l'exemple de Sun en la rebel·lió contra el general Yuan Shikai per trair la revolució, però es van veure obligats a tornar al Japó com a exiliats el 1914.

## Govern Sun Yat-sen
El 1916, He Xiangning i el seu marit es van mudar a Xangai per promoure la causa revolucionària. El 1921 Sun Yat-sen va formar el seu govern revolucionari a la província de Guangdong, i va nomenar Liao com a ministre de Finances. He Xiangning va convèncer els comandants de set vaixells de guerra a unir-se al govern de Sun. A Canton, ella i Soong Ching-ling van organitzar una associació de dones per recaptar fons i proporcionar medicaments i roba per als soldats. També va vendre moltes de les seves pintures per a la guerra. Quan el general Chen Jiongming es va rebel·lar contra Sun el 1922, He Xiangning va concertar una reunió amb Sun i la seva esposa, i va córrer un gran risc per aconseguir l'alliberament del seu marit, que havia estat pres pels rebels.
L'agost de 1923, va ser nomenada membre del Comitè Central del Kuomintang (KMT) i ministra d'Afers de la Dona en el govern de Sun. Va proposar la "completa igualtat de les dones respecte als drets legals, socials, econòmics i educatius", i va organitzar la primera manifestació de la Xina per al Dia Internacional de la Dona el 8 de març de 1924. També va obrir hospitals i escoles per a dones a Guangzhou.

## Assassinat de Liao Zhongkai i carrera en guerra

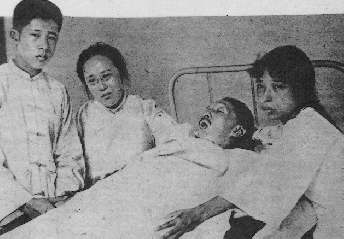
He Xiangning i nens plorant la mort de Liao Zhongkai el 1925

Després de la mort de Sun Yat-sen el març de 1925, les ales dreta i esquerra del KMT van competir per la direcció del partit. Liao Zhongkai, líder de la banda d'esquerra, va ser assassinat a Guangzhou a l'agost. He Xiangning estava just al seu costat en aquell moment, amb la roba amarada de la seva sang.
Chiang Kai-shek finalment va sorgir com a nou líder del partit, i va posar en marxa l'Expedició del Nord contra els senyors de la guerra del nord. En suport de l'expedició, He Xiangning va organitzar unitats de la Creu Roja compostes per dones obreres i les va portar a Wuhan. No obstant això, quan el KMT de Chiang va atacar els comunistes el 1927, moltes d'aquestes dones van ser assassinades. Després del retrocés, va romandre en gran manera fora de la política del partit els següents vint anys. Es va traslladar a Hong Kong i Singapur, i va viatjar extensament per Europa, exposant les seves pintures a Londres, París, Bèlgica, Alemanya i Suïssa.
Va tornar a Xangai després de l'incident de Mukden i la consegüent invasió japonesa de Manxúria de 1931, i va organitzar l'Associació Nacional de Salvació amb Shen Junru per promoure la resistència contra l'agressió japonesa. Es va veure obligada a fugir de Xangai després de caure davant els japonesos el 1937, i de Hong Kong després de la caiguda d'aquesta ciutat el 1941. Va passar diversos anys a Guilin durant la resta de la Segona Guerra sinojaponesa.

## República Popular de la Xina

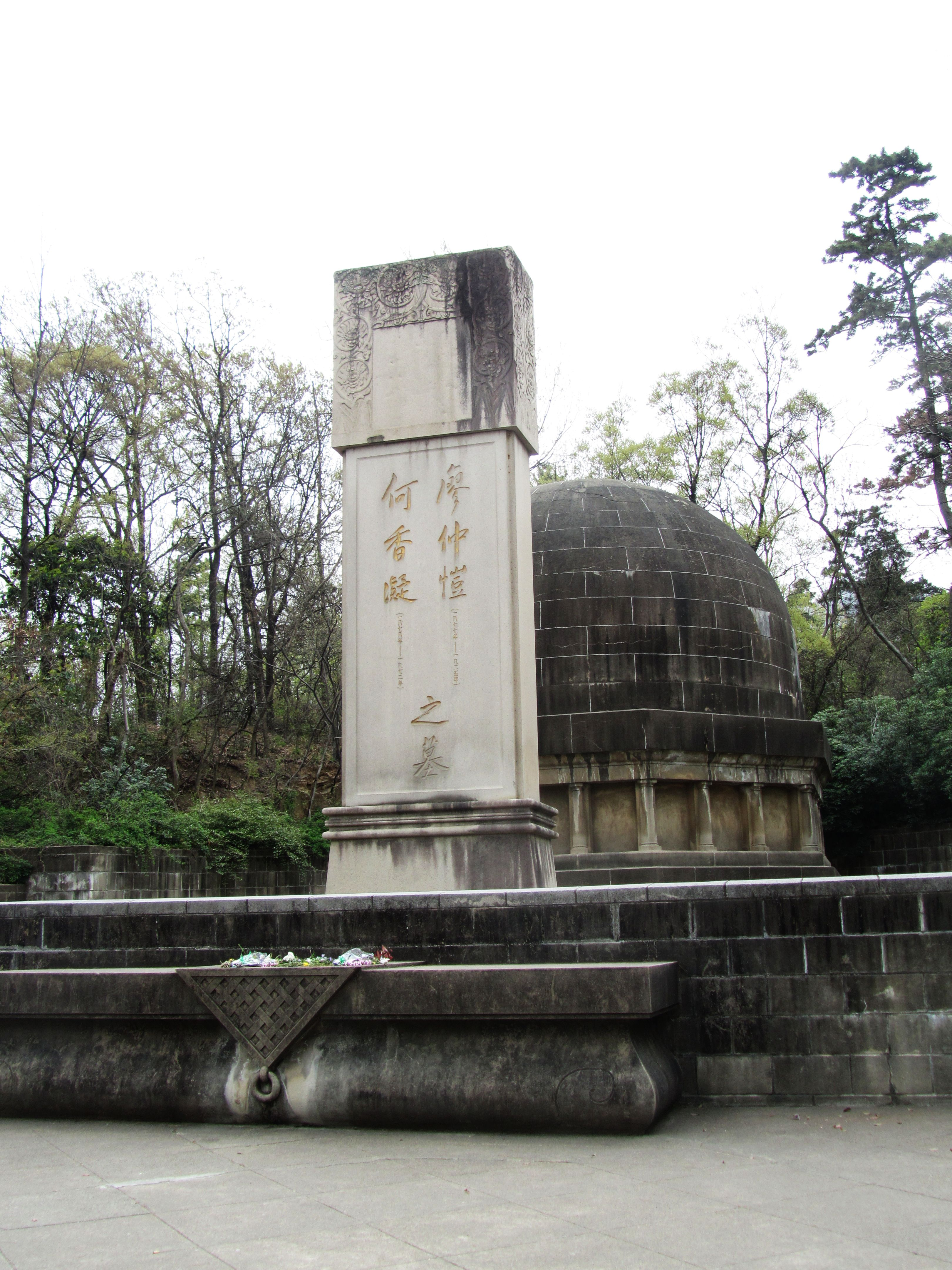
Tomba de Liao Zhongkai i He Xiangning a Nanjing

El 1948, durant la Guerra civil xinesa, He Xiangning, Li Jishen i altres membres del KMT que s'oposaven al lideratge de Chiang Kai-shek van fundar el Comitè Revolucionari del Kuomintang de la Xina (Minge). Després que els comunistes guanyessin la guerra civil i establissin la República Popular de la Xina el 1949, es va traslladar a Pequín i va ocupar càrrecs d'alt rang en el govern comunista, incloent-hi la vicepresidència de la Conferència Consultiva Política del Poble Xinès (1954-1964), la vicepresidència del Comitè Permanent de l'Assemblea Popular Nacional (1959-1972), la presidència del Minge (1960-1972), la presidència del Comitè d'Afers d'Ultramar i la presidència d'Honor de la Federació Nacional de Dones de la Xina.
He Xiangning va seguir treballant fins als 80 anys, el 1959, i llavors va continuar mantenint molts càrrecs oficials. L'1 de setembre de 1972 va morir de pneumònia a l'edat de 94 anys. Va ser enterrada al mausoleu Liao Zhongkai, a Nanquín, amb el seu marit.

## Art
Reconeguda pintora de l'Escola Lingnan d'art xinès, He Xiangning va ser escollida com la tercera presidenta de l'Associació d'Artistes de la Xina al juliol de 1960. Va destacar especialment per pintar flors de prunera, pins, tigres i lleons. Una col·lecció de les seves pintures es va publicar el 1979 a la província de Guangdong. El 18 d'abril de 1997 es va inaugurar el Museu d'Art He Xiangning a Shenzhen. Va ser el primer museu d'art a nivell nacional de la Xina amb el nom d'un artista, i el president Jiang Zemin va escriure la cal·ligrafia per al nom del museu. El juny de 1998 China Post va emetre una sèrie de tres segells (1998-15T) amb les seves pintures.

## Família
He Xiangning i Liao Zhongkai van tenir dos fills. La seva filla, Liao Mengxing, va ser una coneguda traductora especialitzada en japonès, anglès i francès. El seu fill, Liao Chengzhi, va ser membre del Politburó i vicepresident de l'Assemblea Popular Nacional, i va ser designat vicepresident de la Xina abans de la seva sobtada mort el 1983. El fill de Liao Chengzhi, Liao Hui, va ser director de l'Oficina d'Afers de Hong Kong i Macau i vicepresident de la Conferència Consultiva Política del Poble Xinès.